# Dominique Hoàng Văn Đoàn
Dominique Hoàng Văn Đoàn (Trà Lũ Đoài, 5 novembre 1912 – Quy Nhơn, 20 maggio 1974) è stato un vescovo cattolico vietnamita.

## Biografia
Dominique Hoàng Văn Đoàn nacque il 5 novembre 1912 nel villaggio Trà Lũ Đoài appartenente al comune di Xuân Phương del distretto Xuân Trường nella provincia di Nam Dinh, secondogenito di una famiglia non cristiana con dodici figli. Crescendo si avvicinò al cattolicesimo e maturò presto la vocazione al sacerdozio.
Iniziò gli studi presso il seminario minore a Ninh Cường nel 1927 e successivamente studiò filosofia presso il Pontificio collegio domenicano della provincia di Nam Dinh dal 1932 al 1935.
Nel 1935 entrò nei domenicani ed emise i primi voti il 31 agosto 1936. Proseguì gli studi ad Hong Kong presso il Rosaryhill fino al 1939, quando fu inviato in Francia per studiare a Le Saulchoir e frequentò contemporaneamente dei corsi di letteratura alla Sorbona. Quello stesso anno prese i voti definitivi.
Fu ordinato prete il 24 dicembre 1939.
Dopo l'ordinazione sacerdotale continuò gli studi fino al 1944, conseguendo il dottorato in teologia e la laurea in studi biblici.
Nel 1946 fu inviato a Roma per studiare presso la Pontificia università "San Tommaso d'Aquino", dove conseguì il baccalaureato in filosofia e studiare l'ebraico.
Tornato in patria, fu nominato parroco della parrocchia di Hồng Gai.
Il 12 marzo 1950 papa Pio XII lo nominò vicario apostolico di Bắc Ninh assegnandogli la sede titolare di Saccea. Ricevette l'ordinazione episcopale il 3 settembre 1950 per imposizione delle mani del cardinale Pietro Fumasoni Biondi. Fu il primo vescovo di Bắc Ninh di origine vietnamita.
Negli anni del suo ministero poté riaprire il seminario Antôn Ninh Đạo Ngạn, chiuso nel 1947 e aprire la scuola superiore Vinh Sơn Liêm e fece costruire il palazzo vescovile. Sul finire della guerra il territorio della diocesi risultò particolarmente provato, con la distruzione spesso volontaria degli edifici cristiani e l'assoluta maggior parte dei cattolici della zona si vide costretta a fuggire al Sud. Tentò inutilmente di convincere i fedeli a resistere e restare. Fu tra i pochi che decise di restare nel Nord, tanto da ricevere un telegramma dalla Santa Sede dove veniva definito vaillant confesseur du Christ.
Il 29 settembre 1955 ebbe un grave incidente alla gamba che lo costrinse ad essere ricoverato in ospedale a Hong Kong. A causa di tale incidente e della grave situazione politica del Vietnam, rassegnò le proprie dimissioni e dovette rimanere a lungo a Hong Kong, dove lavorò come insegnante del Rosaryhill.
Dopo alcuni anni tornò in Vietnam, questa volta nel sud, e il 18 gennaio 1963 fu nominato da papa Paolo VI vescovo di Quy Nhơn. Prese possesso della diocesi il 30 aprile dello stesso anno.
Fu padre conciliare durante il Concilio Vaticano II partecipando a tre delle quattro sessioni.
Resse la diocesi per 11 anni, morendo a Quy Nhơn il 20 maggio 1974 all'età di 61 anni.

## Genealogia episcopale
La genealogia episcopale è:
- Cardinale Scipione Rebiba
- Cardinale Giulio Antonio Santori
- Cardinale Girolamo Bernerio, O.P.
- Arcivescovo Galeazzo Sanvitale
- Cardinale Ludovico Ludovisi
- Cardinale Luigi Caetani
- Cardinale Ulderico Carpegna
- Cardinale Paluzzo Paluzzi Altieri degli Albertoni
- Papa Benedetto XIII
- Papa Benedetto XIV
- Papa Clemente XIII
- Cardinale Marcantonio Colonna
- Cardinale Giacinto Sigismondo Gerdil, B.
- Cardinale Giulio Maria della Somaglia
- Cardinale Carlo Odescalchi, S.I.
- Cardinale Costantino Patrizi Naro
- Cardinale Serafino Vannutelli
- Cardinale Domenico Serafini, Cong.Subl. O.S.B.
- Cardinale Pietro Fumasoni Biondi
- Vescovo Dominique Hoàng Văn Đoàn, O.P.